# Człowiek terminal
Człowiek terminal (ang. The Terminal Man)  to powieść amerykańskiego pisarza Michaela Crichtona z 1972, opowiadająca o zagrożeniach związanych z mózgowymi interwencjami chirurgicznymi i kontrolą umysłu. 
Przedstawiona w książce, lecz niewykonywana jeszcze wówczas operacja wszczepienia elektrod do mózgu została nieco później wprowadzona do współczesnej medycyny i dziś zabiegi takie są znane jako wszczepianie neurostymulatorów.
W 1974 powstał film o tym samym tytule.